# Giedi Prime
En la serie de novelas de Dune, Giedi Prime o Giedi Primero es el planeta sede de la temida Casa Harkonnen, en órbita alrededor de la estrella 36 Ophiuchi B. Tras el gobierno de Leto II Atreides, el Dios Emperador, y de la Dispersión, el planeta fue conocido con el nombre de Gammu. 
Era un astro rico en minerales y combustibles fósiles: durante un tiempo fue un vergel rebosante de vida, como la Tierra, pero la industrialización descontrolada terminó por transformarlo en un planeta moribundo. Sin embargo persisten las formas de vida como los perros salvajes, los tubérculos krall y una planta llamada lirio-cala.
Posee varios centros urbanos, uno de los cuales, Harko City, fue considerado por mucho tiempo como la metrópoli de los Harkonnen. Sin embargo, el propio autor de la serie, Frank Herbert, señala en Herejes de Dune que la sede del Sidirar barón, o gobernador planetario, era el complejo-fortaleza de Baronía. 
Gammu
La Bene Gesserit poseía un Alcázar en su zona forestal.
En él se esconde la no-estancia secreta en que se refugian el Bashar Miles Teg, la Reverenda Madre Lucilla y el joven ghola de Duncan Idaho en su huida de los tleilaxu. También es un centro de la ocupación de las Honoradas Matres y otras fuerzas de la Dispersión, donde los nuevos poderes del Bashar Miles Teg se desencadenan, aterrorizando a las Honoradas Matres.